# Butea superba
Butea superba är en ärtväxtart som beskrevs av William Roxburgh. Butea superba ingår i släktet Butea och familjen ärtväxter. Inga underarter finns listade i Catalogue of Life.